# 原浅
原浅（はら あさ、1871年〈明治4年4月〉 - 1923年〈大正12年〉3月2日）は、日本の第19代内閣総理大臣である原敬の妻（内閣総理大臣夫人）。岩手県江刺郡岩谷堂町出身。

## 経歴
1871年（明治4年）、岩手県江刺郡岩谷堂町（現在の奥州市）で生まれ育つ。父は菅野弥太郎。実家が貧しかったため、東京・烏森にある「紅葉館」の芸者として働く。
1896年（明治29年）に後の夫である原敬の母・リツと会わされ、原家に出入りするようになり、1908年（明治41年）に入籍。敬には貞子という前妻がいたが、1905年（明治38年）に離婚している。原敬の暗殺の際には遺言状を忠実に実行し、盛岡市で葬儀を執り行っている。
1923年（大正12年）3月2日、感冒で療養中に肺炎を併発して死去。